# Mixco Viejo
Mixco Viejo est un site archéologique maya situé au nord-est du département de Chimaltenango au Guatemala.

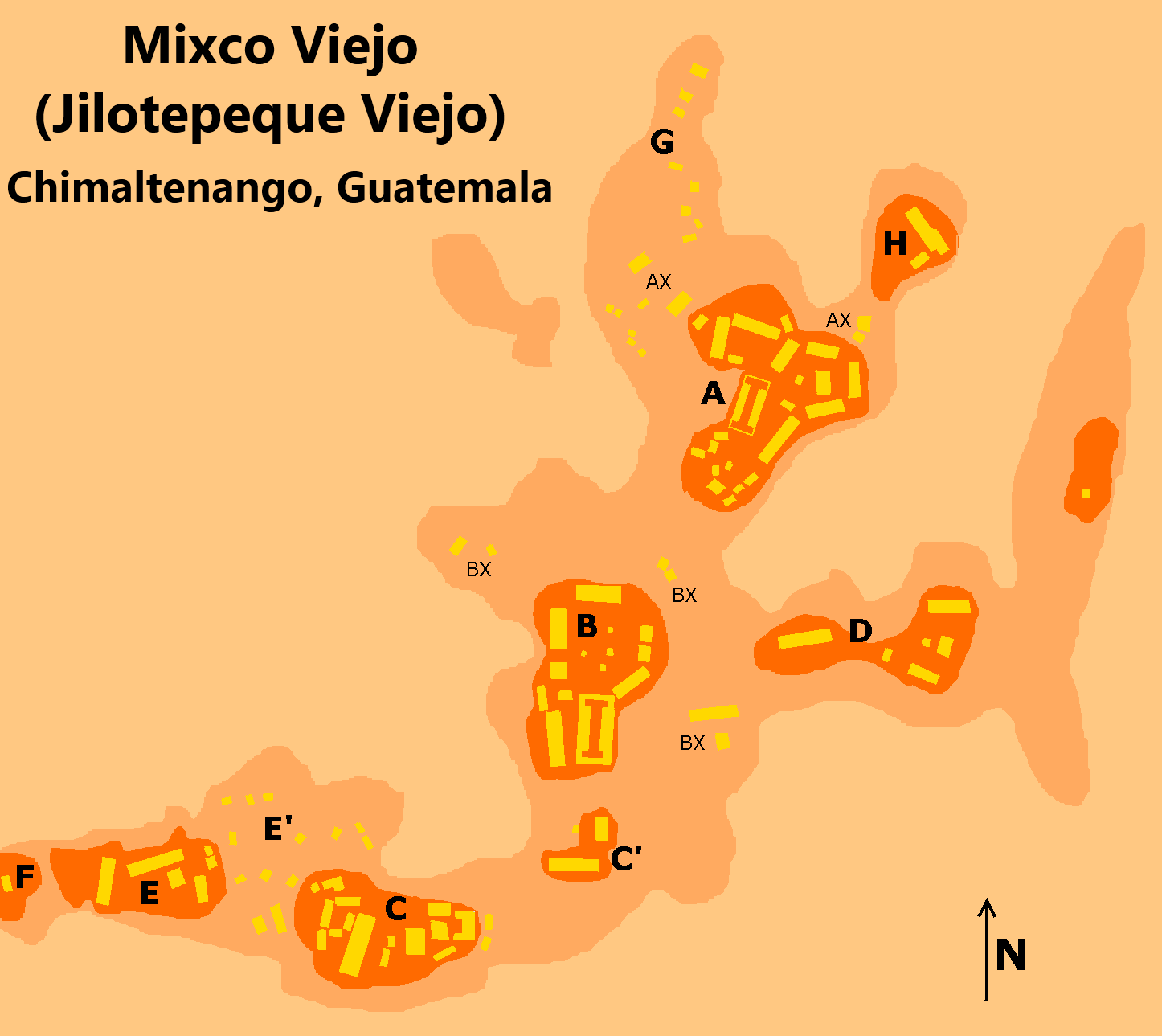
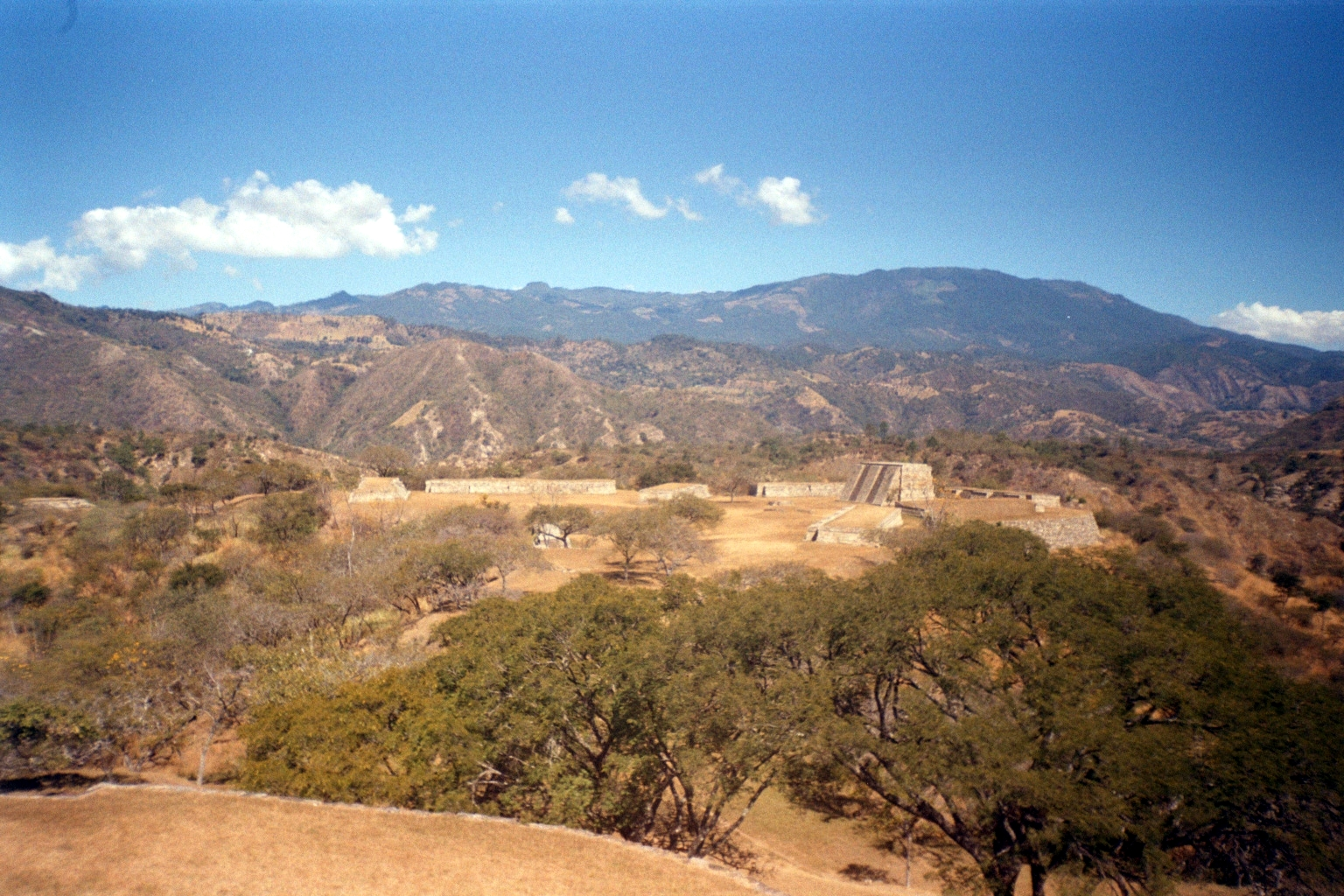
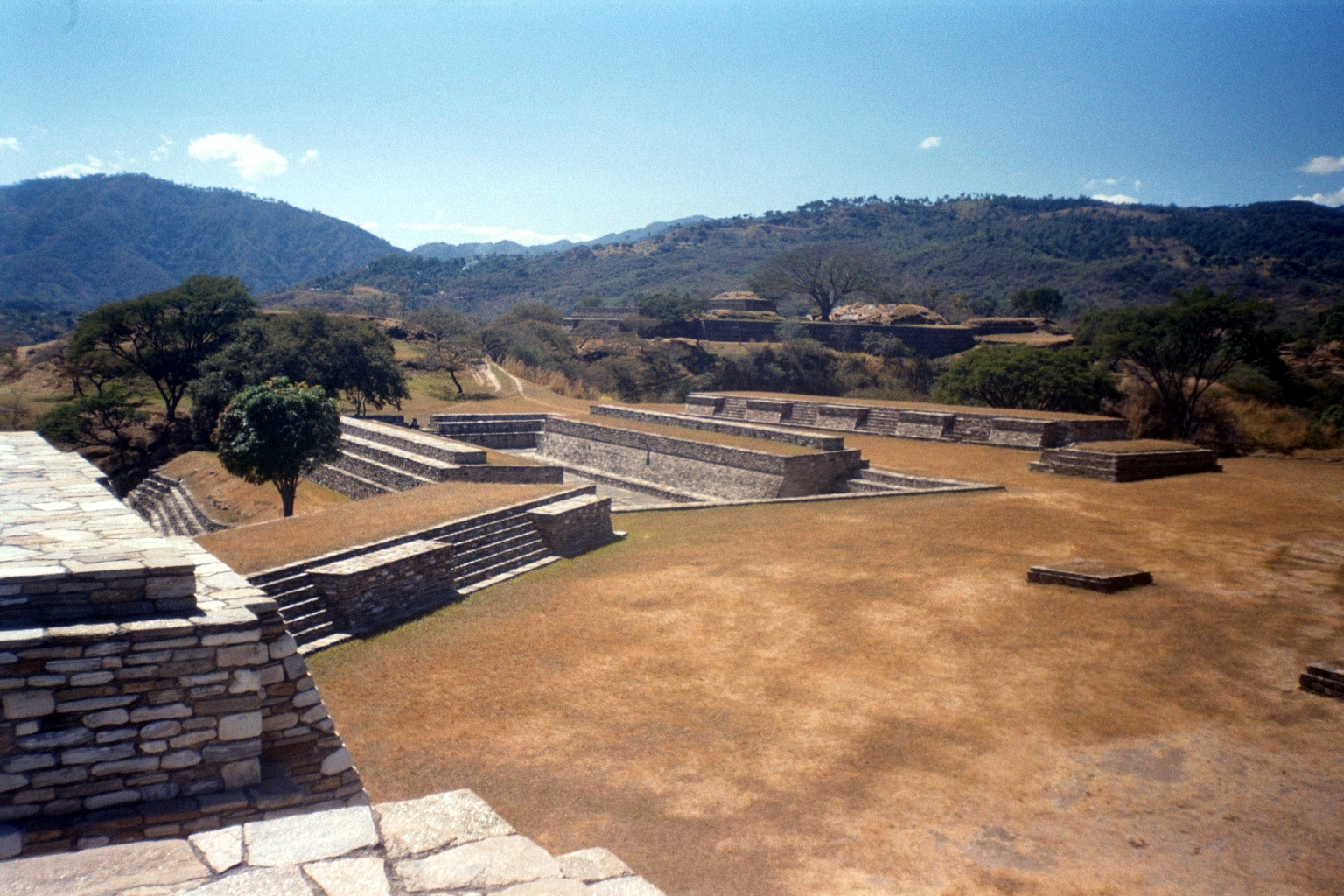
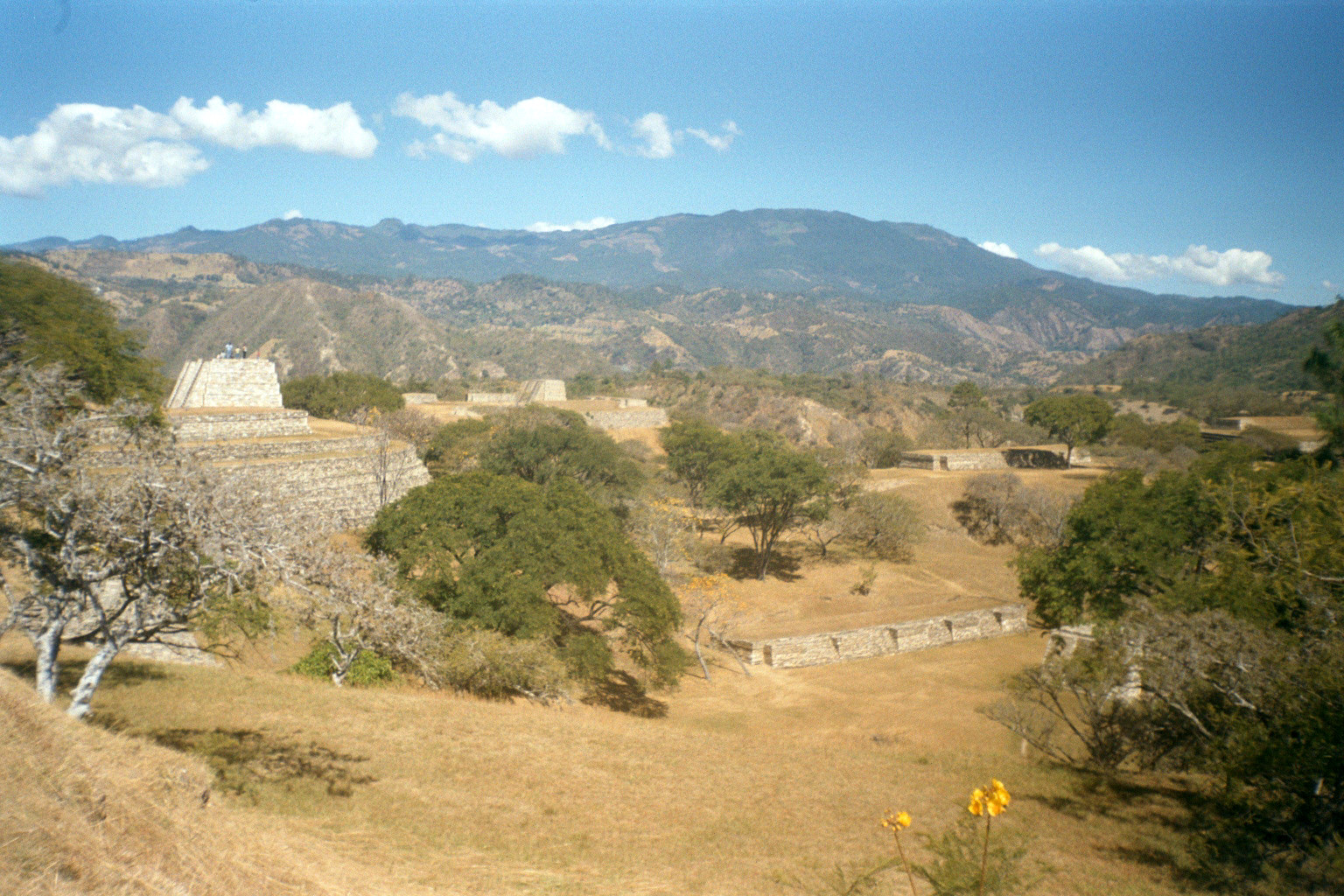